# 博羅梅奧家族
博羅梅奧家族（義大利語：Borromeo）是一個米蘭的義大利貴族世家，現在仍然蓬勃發展，家族數百年來對馬焦雷湖及周邊城市（即所謂的Stato Borromeo，博羅梅奧國）有著強大的影響力，家族重要成員包括眾多領主及7位樞機，而其中最重要的是天主教聖人卡洛·博羅梅奧及盎博羅削圖書館的創建者費德里科·博羅梅奧樞機。

## 家族歷史
家族起源於羅馬，於13世紀晚期遷至聖米尼亞托並使用了"'Buon Romei'" （或'Borromei'）做為姓氏，家族能在短時間內累積財富主要是靠著一項精明的婚姻策略：家族成員菲利波·博羅梅奧（Filippo Buonromei）娶了法奇諾·卡內的妻子騰達的貝亞特麗切·拉斯卡利斯（於法奇諾死後嫁給了米蘭公爵，維斯孔蒂家族的菲利波·瑪麗亞·維斯孔蒂）的姊姊塔爾達（Talda di Tenda），作為一個皇帝派支持者，菲利波得到了神聖羅馬帝國皇帝查理四世及米蘭公爵吉安·加萊亞佐·維斯孔蒂的支持，並率領聖米尼亞托的皇帝派對抗佛羅倫斯的教宗派，他最後失敗被囚禁並且於不久後遭到斬首。
菲利波的五個孩子於抗爭期間搬遷至米蘭避難，並在那裏發展起家族的銀行事務，他的其中一個女兒瑪格麗塔（Margherita Borromeo，死於1429年）嫁給了帕多瓦貴族賈科比諾·維塔利亞尼（Giacobino Vitaliani），他們有一子維塔利亞諾一世·博羅梅奧，因為菲利波的另一個兒子，也就是維塔利亞諾一世的銀行家舅舅喬凡尼（Giovanni Borromeo）膝下無子，他於1406年將維塔利亞諾一世收養，維塔利亞諾一世成為博羅梅奧家族的繼承者及創始者。

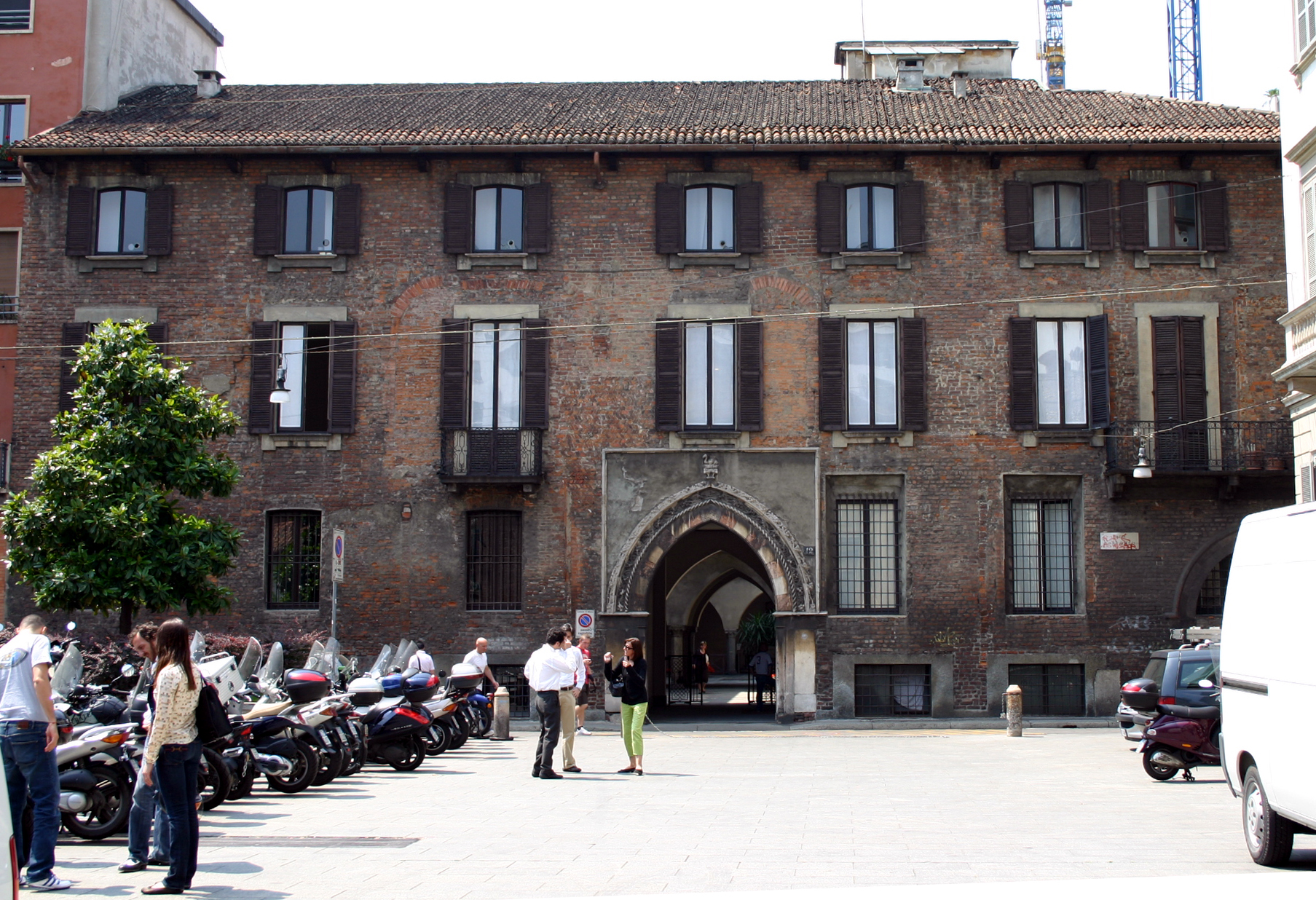
位於米蘭的博羅梅奧宮

1418年，維塔利亞諾一世被他的姨父（姨婆的丈夫），菲利波·瑪麗亞·維斯孔蒂任命為財務總管，並於1446年被封為阿羅納伯爵且獲得了阿羅那的領土及城堡，於1449年進一步獲得了安傑拉（安傑拉的博羅梅奧堡現在仍為家族所有）及馬焦雷湖的部分銀行，並逐漸成為馬焦雷湖土地的擁有者。
維塔利亞諾一世於1437年在佩斯基耶拉博羅梅奧建造了一座城堡，1450年，米蘭爵位請求者，斯福爾扎家族的弗朗切斯科一世·斯福爾扎在博羅梅奧家族的協助下，將城堡作為圍攻米蘭的基地，當他最終當上米蘭公爵後，將許多獎勵與榮譽給了博羅梅奧家族，其中一個榮譽是於1461年封維塔利亞諾一世的兒子菲利波·博羅梅奧為佩斯基耶拉伯爵，菲利波將家族的銀行事業進一步拓展到布魯日及倫敦，兩者的業務至少都持續到1455年。
菲利波的孫子盧多維科·博羅梅奧（Ludovico Borromeo）於1520年在坎內羅堡建造了維塔利亞尼堡（Rocca Vitaliana，用以紀念他的祖先維塔利亞尼家族）用來抵禦舊瑞士邦聯。
第七代伯爵吉貝爾托二世·博羅梅奧（死於1558年）被任命為馬焦雷湖總督，並娶了庇護四世的妹妹瑪格麗塔·美第奇·迪·梅萊尼亞諾（Margherita Medici di Marignano），他們的兒子卡洛·博羅梅奧被擢升為樞機並於1610年被保祿五世封為聖人。
家族於16世紀起獲得了博羅梅奧群島，這些島嶼擁有美麗的花園，並經過幾代不斷的增修，其中兩個島嶼上建有宏偉的宮殿，直到今天群島仍是博羅梅奧家族的資產。
目前家族首領是維塔利亞諾·博羅梅奧親王（Vitaliano Borromeo，1960－）。

### 博羅梅奧國
14－17世紀間，博羅梅奧家族獲得了馬焦雷湖周邊廣大領土的控制權，雖然這些土地嚴格來說是屬於米蘭公國的一部分，但實際上這些博羅梅奧家族領地擁有自己的司法管轄權、軍隊以及堡壘，幾乎可以算是一個獨立的國家，因此這些由家族所掌控的土地又被稱為博羅梅奧國（Stato Borromeo）。
博羅梅奧國的領土非常廣大，佔據了現今韋爾巴諾-庫西亞-奧索拉省約一半的區域，家族對博羅梅奧國的統治直到拿破崙於1797年撤銷家族對於這些領地的特權及管轄權而告終，不過家族還是掌有博羅梅奧群島上的資產至今。

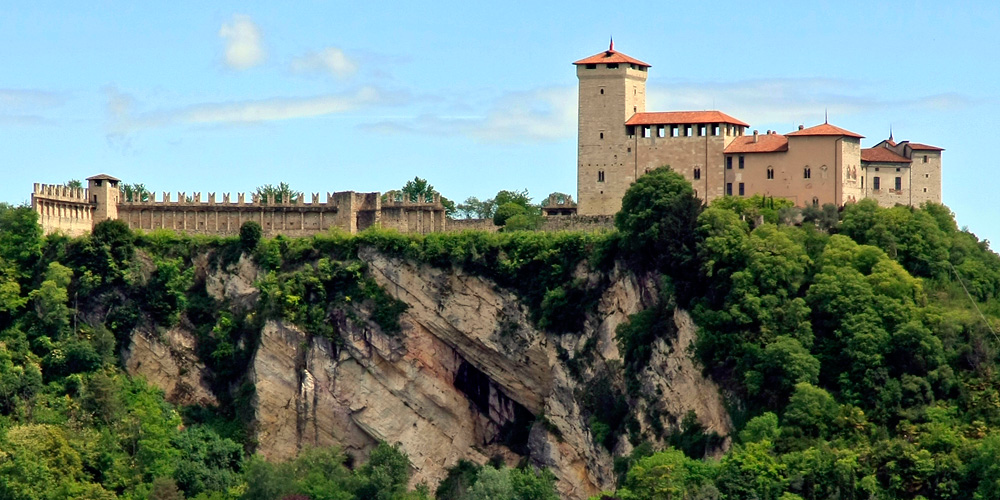
安傑拉的博羅梅奧堡
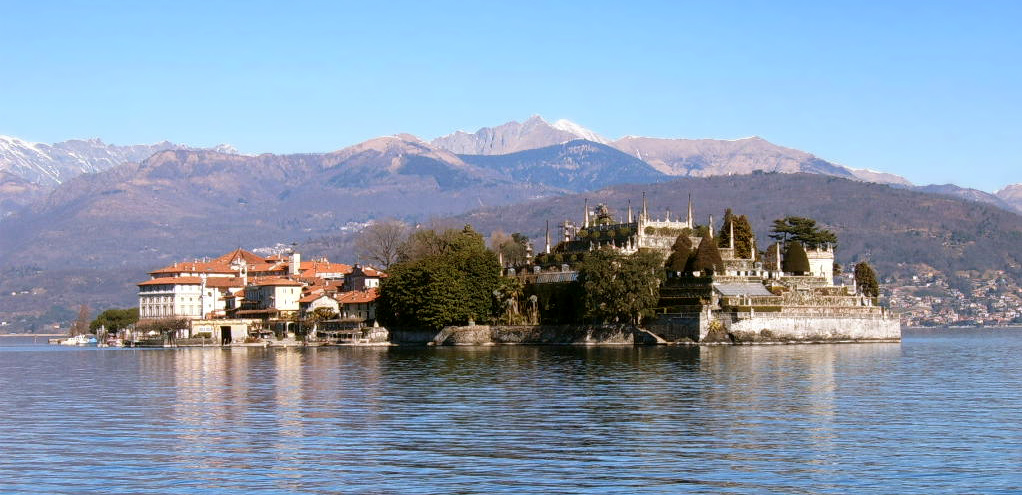
馬焦雷湖美麗島全景
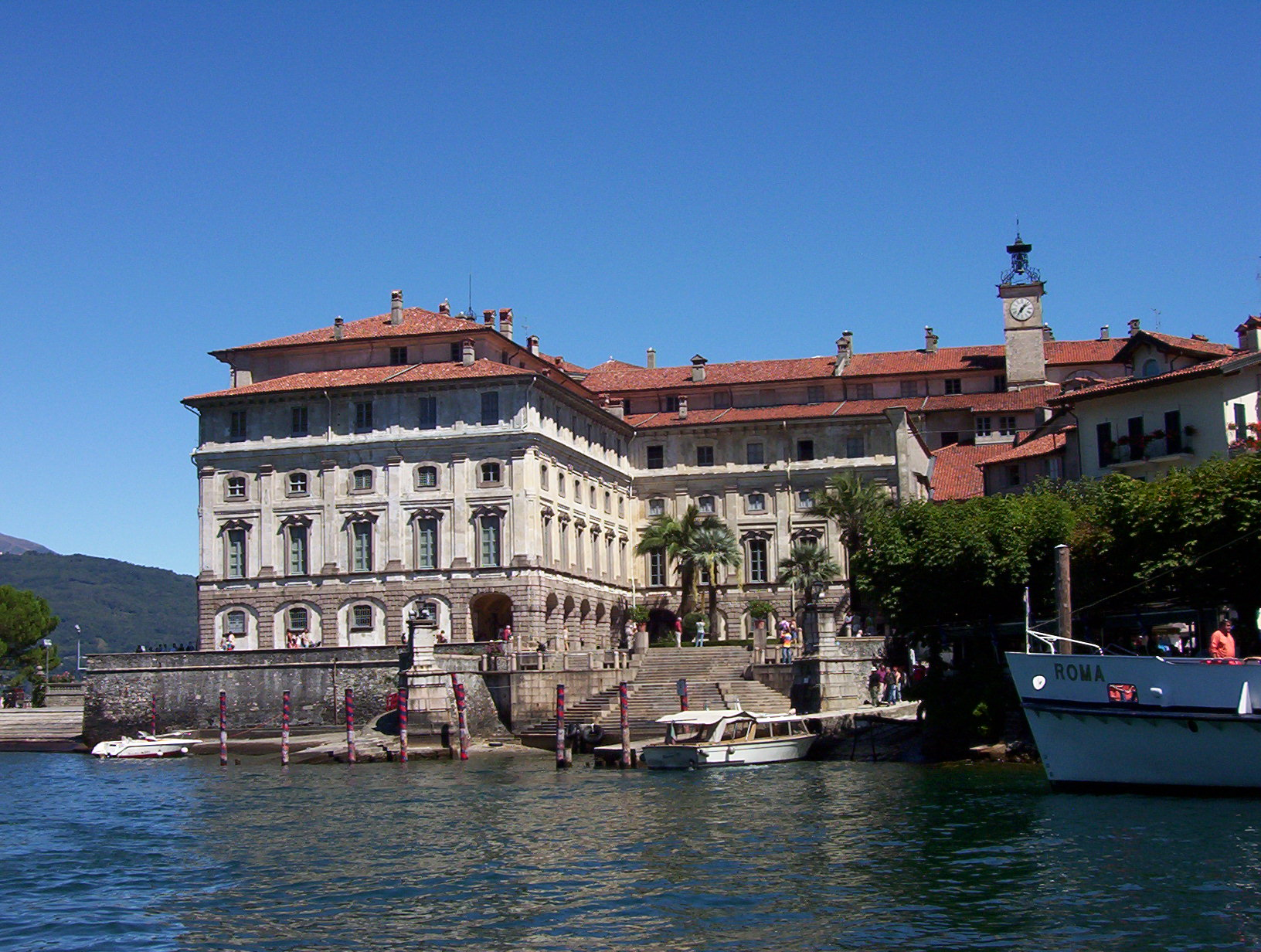
位於馬焦雷湖美麗島上的博羅梅奧宮
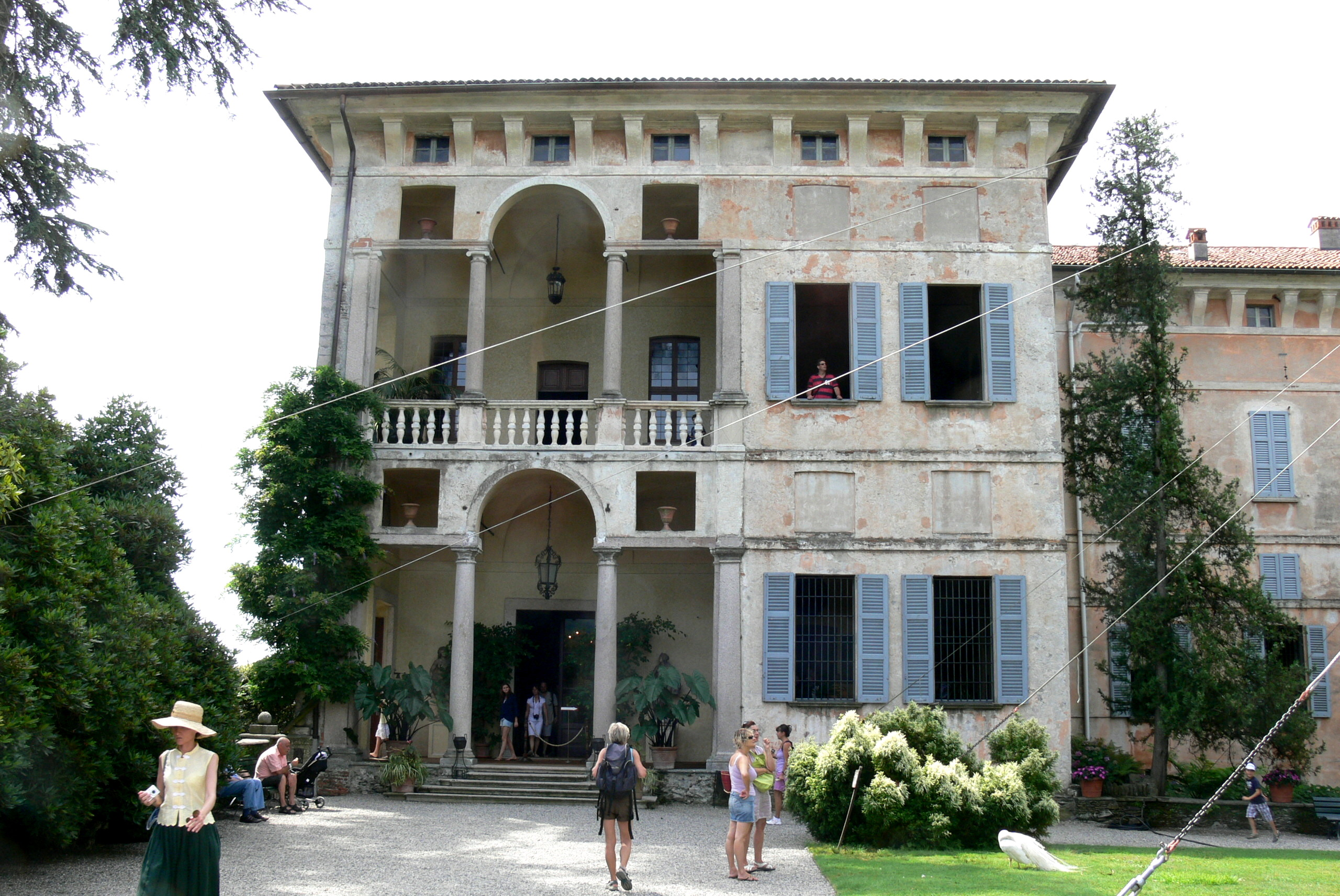
位於馬焦雷湖母親島上的博羅梅奧宮
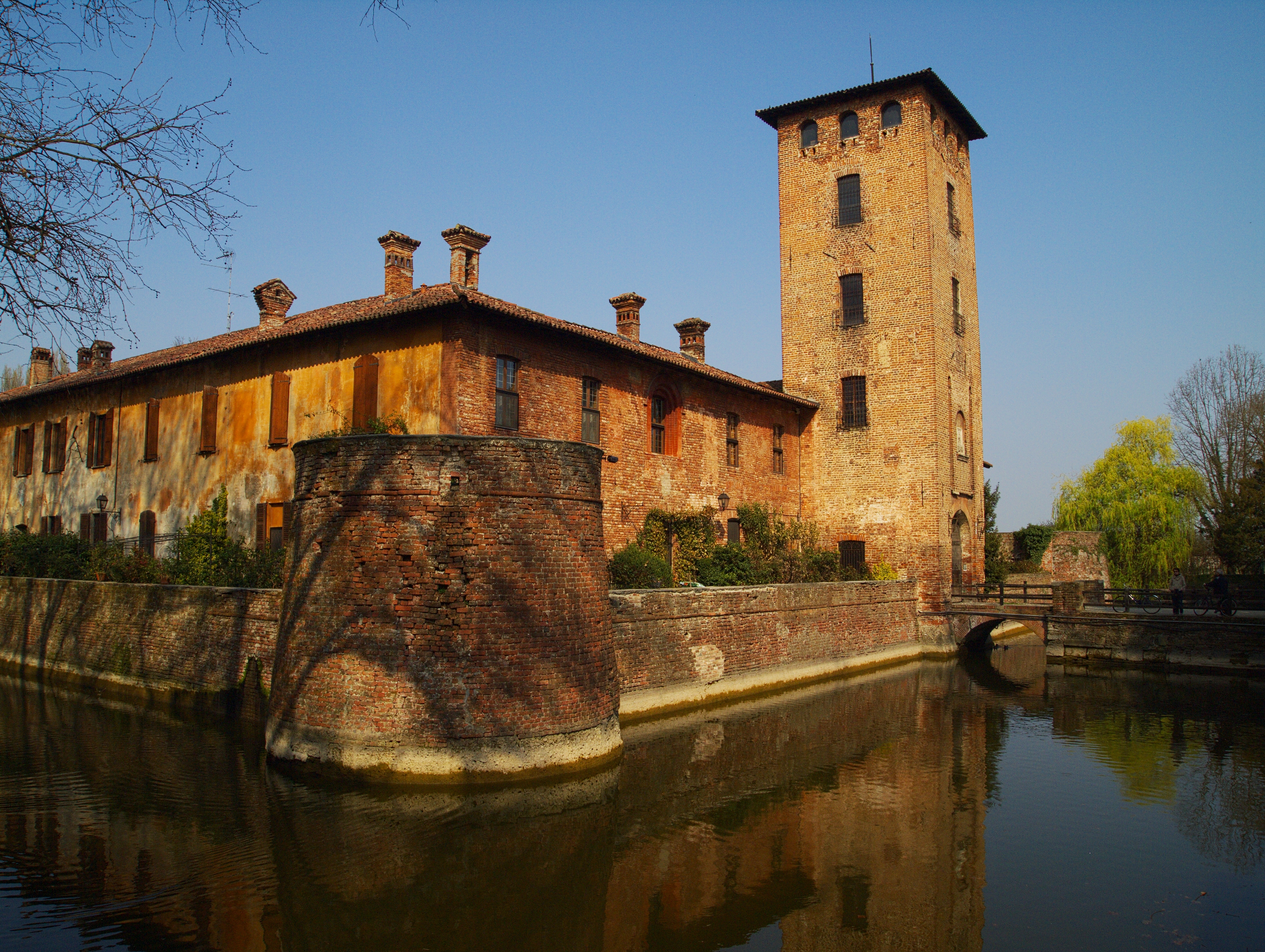
位於佩斯基耶拉博羅梅奧的博羅梅奧堡
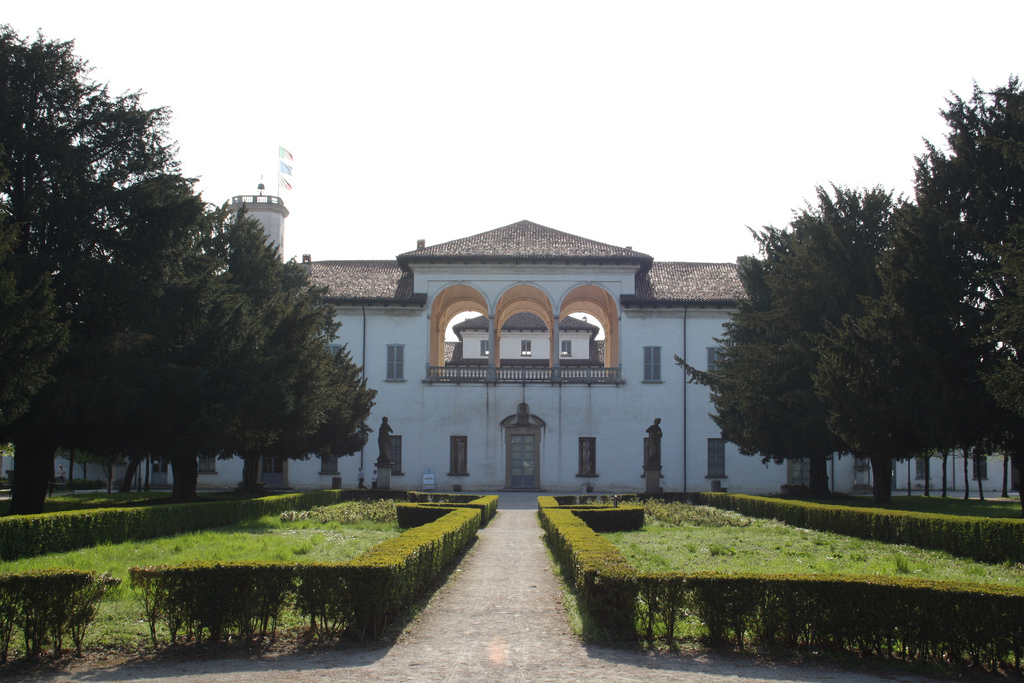
位於切薩諾馬代爾諾的阿雷塞-博羅梅奧宮

## 家族著名成員
- 卡洛·博羅梅奧：天主教樞機及聖人。
- 費德里科·博羅梅奧（英语：Federico Borromeo）：天主教樞機，創建了盎博羅削圖書館。
- 維塔利亞諾六世·博羅梅奧（義大利語：Vitaliano VI Borromeo）：阿羅那伯爵卡洛三世·博羅梅奧（義大利語：Carlo III Borromeo）的兒子，著名的藝術贊助者。
- 卡洛·博羅梅奧-阿雷塞（義大利語：Carlo Borromeo Arese）：第17代阿羅那伯爵，他將母親姓氏阿雷塞加入姓氏中，成為博羅梅奧-阿雷塞。
- 伊莎貝拉·博羅梅奧，布拉切蒂·佩雷蒂伯爵夫人（Isabella Borromeo，1975－）：卡洛·斐迪南多·博羅梅奧（Carlo Ferdinando Borromeo，1935－）與瑪莉詠·賽比爾·佐塔（Marion Sybil Zota）的大女兒，現任家族首領維塔利亞諾·博羅梅奧-阿雷塞親王的堂妹，於2005年嫁給了api石油（英语：Anonima Petroli Italiana）主席烏戈·布拉切蒂·佩雷蒂（英语：Ugo Brachetti Peretti）伯爵。[7]
- 拉維妮亞·博羅梅奧（Lavinia Borromeo，1977－）：卡洛·斐迪南多·博羅梅奧與瑪莉詠·賽比爾·佐塔的二女兒，於2004年嫁給了飛雅特克萊斯勒汽車主席約翰·埃爾肯。[7]
- 馬蒂爾德·博羅梅奧，菲斯滕貝格王妃（Matilde Borromeo，1983－）：卡洛·斐迪南多·博羅梅奧與瑪莉詠·賽比爾·佐塔的三女兒，於2011年嫁給了現任菲斯滕貝格親王的次子安東尼亞斯·馮·菲斯滕貝格王子（Antonius von Fürstenberg）。[7]
- 貝亞特麗切·博羅梅奧（1985－）：卡洛·斐迪南多·博羅梅奧與寶拉·馬爾佐托（Paola Marzotto，1955－）的女兒，前面三位的同父異母妹妹，她是義大利著名的媒體人，於2015年嫁給了摩納哥公主之子皮埃爾·卡西拉奇。[7][8]

### 引用
1. ↑  Galli-Monferrini, pp. 18-19
2. ↑  . La Stampa. 2015-02-19  [2022-10-18]. （原始内容存档于2022-10-21） （意大利语）.
3. ↑  . Varese News.   [2022-10-18]. （原始内容存档于2015-03-24）.
4. ↑  Annoni, pp. 27-101.
5. ↑  Canetta, pp. 35-37.
6. ↑  Le Isole Borromee, p. 152.
7. 1 2 3 4  . Angelfire.   [2022-10-18]. （原始内容存档于2022-12-03）.
8. ↑  HERMES GUCCI VALENTINO演繹傳奇 摩納哥王室 浪漫譜時尚 蘋果日報 （页面存档备份，存于） 2015-8-21.

### 書目
- Portaluppi, Geo. . Selecta. 2002: 8-12  [2015-08-21]. ISBN 978-88-7332-053-1. （原始内容存档于2022-10-18） （意大利语）.
- Natale, Mauro. . Silvana. 2000: 152-157  [2015-08-21]. ISBN 978-88-8215-235-2. （原始内容存档于2022-10-18） （意大利语）.
- Ada Annoni, Lo Stato Borromeo, in L'Alto Milanese all'epoca di Carlo e Federico Borromeo. Società e territorio, pp. 27-101, La Tecnografica, Varese 1988.
- Giuseppe Benaglio, La verità smascherata. Dignità e venture di 398 famiglie nobili lombarde, piemontesi, ticinesi e d'altre terre e città d'Italia nei ranghi del patriziato milanese tra XIV e XVIII secolo secondo il manoscritto del 1716-19, Germignaga, Magazzeno Storico Verbanese, 2009, pp. 61-62. ISBN 9788890450204.
- Pietro Canetta, La famiglia Borromeo, Tamburini, Milano 1937.
- Giorgio Chittolini, Giovanni Borromeo, in Dizionario Biografico degli Italiani, vol. 13, Treccani, Roma 1971.
- Anna Elena Galli-Sergio Monferrini, I Borromeo d'Angera, Scalpendi, Milano 2012.ISBN 9788889546550.
- Vittorio Grassi-Carlo Manni, Il Vergante, Alberti, Verbania 1990.ISBN 9788885004948.
- 皮埃爾·賈科莫·皮索尼, Liber tabuli Vitaliani Bonromei (1426-1430), Alberti, Verbania 1995.ISBN 9788872450147.

## 外部連結
- （意大利文）博羅梅奧家族官方網站 2015-8-21
- （意大利文）www.peschieraborromeo.com, Il Castello di Peschiera Borromeo （页面存档备份，存于） 2015-8-21
- Borromeo Turismo 2015-8-21
- The Borromeo Family of Cebu 2015-8-21